# O.C. and Stiggs
 O.C. and Stiggs és una pel·lícula estatunidenca dirigida per Robert Altman, estrenada el 1985.

## Argument
O.C. and Stiggs no són els adolescents infeliços normals. No solament menyspreen els seus voltants suburbans, hi conspiren. Busquen revenja en contra de la família de Schwab de classe mitjana, que comprenen tot el que detesten.

## Repartiment
- Daniel Jenkins: Oliver Cromwell 'O.C.' Ogilvie
- Neill Barry: Mark Stiggs
- Jane Curtin: Elinore Schwab
- Paul Dooley: Randall Schwab
- Jon Cryer: Randall Schwab Jr.
- Laura Urstein: Lenore Schwab
- Victor Ho: Frankie Tang
- Ray Walston: Avi 'Gramps' Ogilvie
- Tina Louise: Florence Beaugereaux
- Cynthia Nixon: Michelle
- Dennis Hopper: Sponson
- Louis Nye: Garth Sloan
- Martin Mull: Pat Coletti
- Melvin Van Peebles: Wino Bob
- Bob Uecker: ell mateix
- Caroline Aaron: Janine
- King Sunny Ade: ell mateix